# Comuna Petrovsko, Krapina-Zagorje
Petrovsko este o comună în cantonul Krapina-Zagorje, Croația, având o populație de 2.656 de locuitori (2011).

## Demografie
Componența etnică a comunei Petrovsko
     Croați (99,47%)
     Necunoscut (0%)
     Neclasificat (0,38%)
Componența confesională a comunei Petrovsko
     Catolici (98,98%)
     Necunoscută (0,45%)
     Alte religii (0,56%)
Conform recensământului din 2011, comuna Petrovsko avea 2.656 de locuitori. Din punct de vedere etnic, majoritatea locuitorilor (99,47%) erau croați. Din punct de vedere confesional, majoritatea locuitorilor (98,98%) erau catolici. Pentru 0,45% din locuitori nu este cunoscută apartenența confesională.